# Робледо, Кармело
Кармело Амбросио Робледо (исп. Carmelo Ambrosio Robledo, 13 июля 1912 года, Буэнос-Айрес, Аргентина — 1981 год, Аргентина) — аргентинский боксер. Участник Олимпийских Игр 1928 года в Амстердаме и 1932 года в Лос-Анджелесе. Олимпийский чемпион (1932) по боксу в полулёгкой категории (до 57,2 кг).

## Биография
Кармело Робледо родился 13 июля 1912 года в Буэнос-Айресе. В детстве вынужден был зарабатывать себе на жизнь, работая газетчиком на углу Кордова и Родригес Пенья в Буэнос-Айресе. Сформировался как боксёр в спортивном клубе Mercado de Abasto Proveedor. Данный клуб воспитал многих известных аргентинских боксёров того времени, таких как Луис Анхель Фирпо, Луис Сарделла, Хуан Карлос Де Лука и другие.
В 15 лет Кармело Робледо с составе аргентинской делегации отправился на Олимпийские игры 1928 года в Амстердам, где дошёл до четвертьфинала в легчайшем весе (до 53,5 кг), уступив ирландскому боксёру Фрэнку Трейнору.
В 1932 году на Олимпийских играх в Лос-Анджелесе Кармело Робледо выиграл золотую медаль. В финале боксёрского турнира в полулёгком весе (до 57,2 кг) он победил по очкам немецкого спортсмена Йозефа Шлайнкофера.
После завершения спортивной карьеры работал клерком в Буэнос-Айресе. В 1950 году снялся в эпизодической роли боксёра в аргентинской комедии Campeón a la fuerza. О дальнейшей его жизни мало известно. По одним источникам Кармело Робледо умер в 1961 году, по другим — в 1981 году.